# Estación de Nogent-sur-Marne

## Historia
La estación actual fue abierta el 14 de diciembre de 1969. Reemplazó a la Estación de Nogent - Vincennes, ubicada más al norte, al otro lado de la avenida Georges-Clemenceau. Es subterránea y por ella pasan los trenes de la línea A del RER que recorren la rama A2 de Boissy-Saint-Léger.
Según la RATP, el uso anual en 2015 se estima en 2 695 342 viajeros.
La estación se encuentra en obras de renovación desde 2015.

## Intermodalidad
Por la estación pasan las líneas 113, 114, 120 y 210 de autobús RATP y, de noche, la línea N33 de Noctilien.

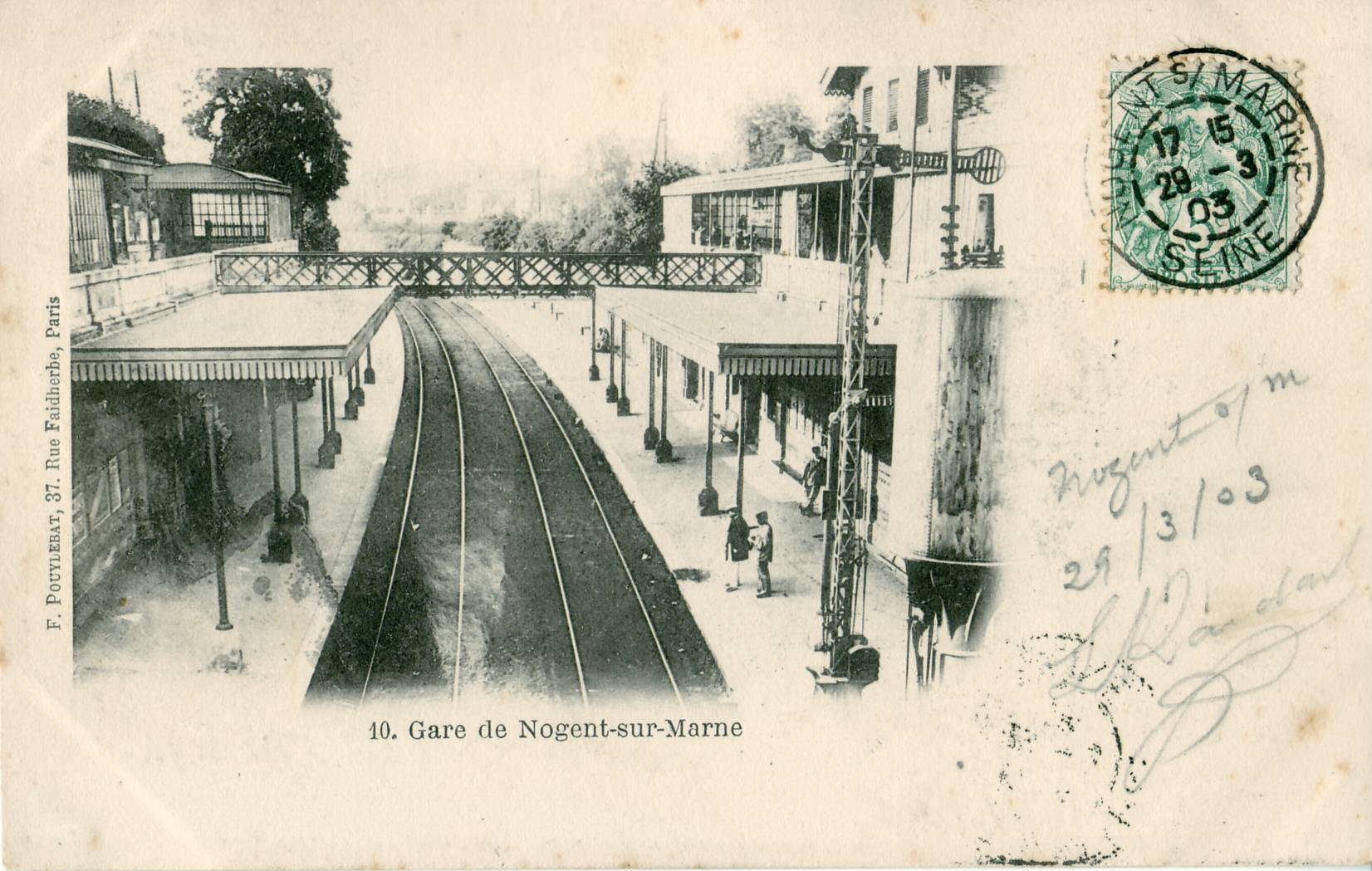
La antigua Estación de Nogent - Vincennes a principios del.

## En las cercanías
- Bosque de Vincennes
- Pabellón Baltard